# Championnats du monde de cyclisme sur route 1925
Navigation
Paris 1924 Milan 1926
Les championnats du monde de cyclisme sur route 1925 ont eu lieu le 22 août 1925 à Apeldoorn aux Pays-Bas.

## Déroulement
Comme depuis 1921, une seule épreuve ouverte aux amateurs est au programme, les professionnels n'étant pas assez nombreux à l'époque pour avoir leur course.
La course est tracée sur 188 kilomètres. Le champion du monde est le Belge Henri Hoevenaers, âgé de 23 ans. Il s'impose à une moyenne de 32,8 kilomètres par l'heure. 29 coureurs ont terminé la course.

## Résultats
| Épreuves :                          | Or                        | Or                 | Argent             | Argent | Bronze                       | Bronze |
| Amateurs                            |                           |                    |                    |        |                              |        |
| Hommes - amateurs - course en ligne | Henri Hoevenaers Belgique | en 5 h 34 min 09 s | Marc Bocher France | -      | Gerrit van den Berg Pays-Bas | -      |

## Tableau des médailles
| Rang  | Nation   | Or | Argent | Bronze | Total |
| ----- | -------- | -- | ------ | ------ | ----- |
| 1     | Belgique | 1  | 0      | 0      | 1     |
| 2     | France   | 0  | 1      | 0      | 1     |
| 3     | Pays-Bas | 0  | 0      | 1      | 1     |
| Total | Total    | 1  | 1      | 1      | 3     |